# Мунтени Бузау (Јаломица)
Мунтени Бузау (рум. Munteni Buzău) насеље је у Румунији у округу Јаломица у општини Мунтени Бузау. Oпштина се налази на надморској висини од 38 m.

## Становништво
Према подацима из 2011. године у насељу је живело 3824 становника.